# 덴버 미술관

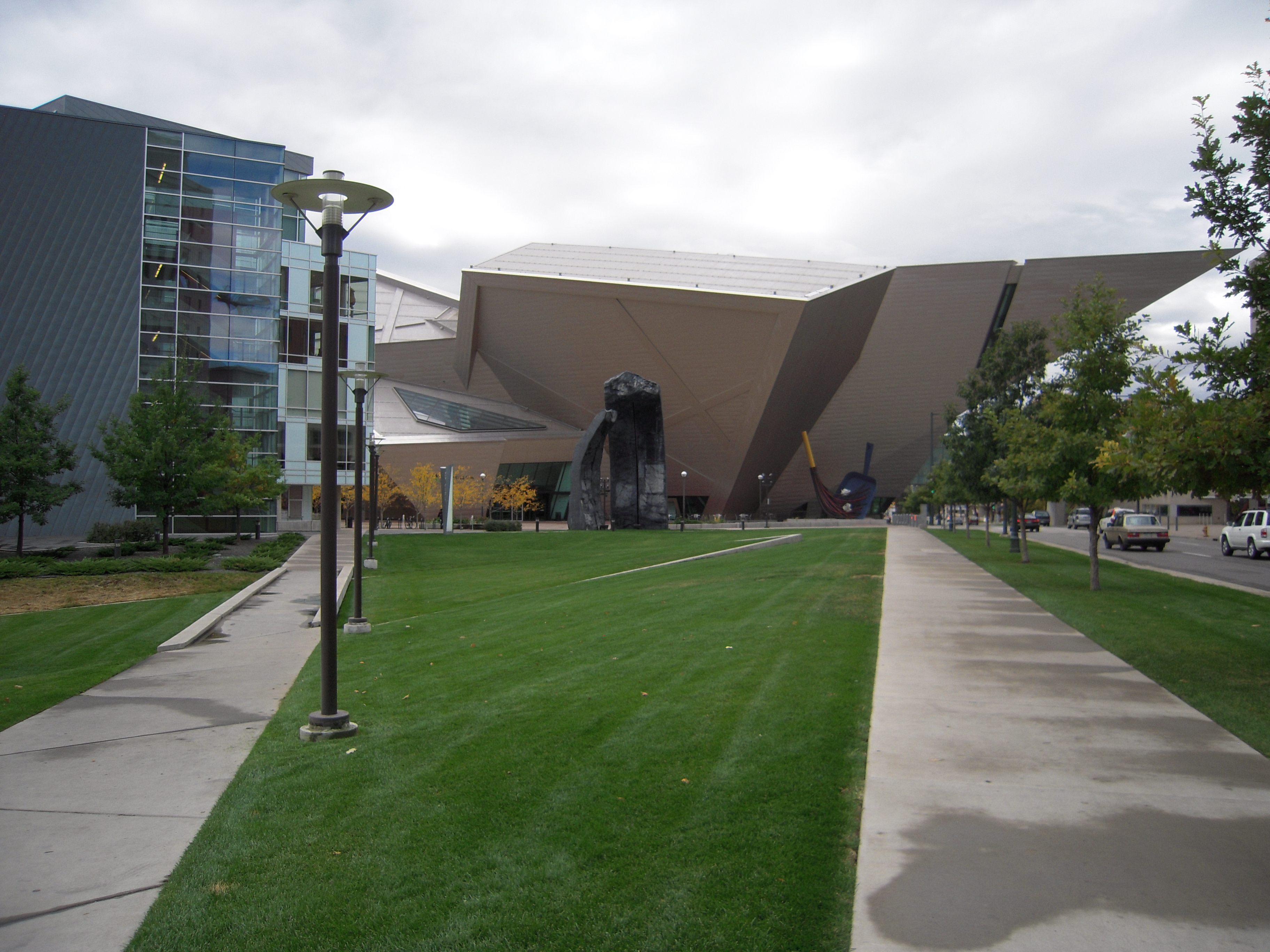
덴버 미술관

덴버 미술관(영어: Denver Art Museum, DAM)은 미국 콜로라도주 덴버에 위치한 미술관이다. 미국 원주민 예술을 비롯한 6만개 이상의 세계 각국 예술 작품을 소장하고 있다. 박물관은 매일 오전 10시부터 오후 5시까지 개방한다. 그리고 화요일은 오후 9시까지.